# Strafprozessordnung (Schweiz)
Die Schweizerische Strafprozessordnung (StPO) trat am 1. Januar 2011 in Kraft. Damit wurde zum ersten Mal in der Schweizer Geschichte das Strafprozessrecht umfassend auf eidgenössischer Ebene geregelt. Zuvor war das formelle Strafrecht im Gegensatz zum materiellen Strafrecht, welches seit 1942 im Schweizerischen Strafgesetzbuch sowie einigen weiteren Gesetzen geregelt ist, grundsätzlich den Kantonen überlassen; jeder einzelne Schweizer Kanton besass eine eigene Strafprozessordnung, eine gesamtschweizerische StPO existierte ausser für die Militärjustiz sowie einige der Bundesjustiz unterstehenden Delikte nicht.

## Verfassungsmässige Grundlage
Laut Art. 123 Abs. 1 der revidierten Bundesverfassung der Schweizerischen Eidgenossenschaft (BV) ist die Gesetzgebung auf dem Gebiet des Strafrechts und der Strafprozessrechts Sache des Bundes. Bis der Bund aber entsprechende Gesetze verabschiedet hatte, lag es nach wie vor in der Kompetenz der einzelnen Kantone, diese Materie zu regeln (nachträglich derogatorische Bundeskompetenz).

## Bisherige Rechtslage
Aufgrund der bisherigen kantonalen Kompetenz galten in der Schweiz noch bis Ende 2010 29 Strafprozessordnungen, nämlich:
- 26 kantonale Strafprozessordnungen.
- 1 Strafprozessordnung über das Militärstrafrecht (MStP)
- 1 Bundesstrafprozessordnung (BStP)
- 1 Strafprozessordnung über das Verwaltungsstrafrecht (VStrR).

Die BStP war nicht identisch mit einer Schweizerischen Strafprozessordnung. Sie regelte lediglich das Verfahren für spezielle Straftaten, die nach Art. 336 und 337 StGB der Bundesgerichtsbarkeit unterstehen. Mit dem Inkrafttreten der eidgenössischen StPO wurde neben den 26 kantonalen Strafprozessordnungen auch die BStP obsolet und ausser Kraft gesetzt. Die Militärstrafprozessordnung sowie die Strafprozessordnung über das Verwaltungsstrafrecht bestehen hingegen in leicht angepasster Form fort.

## Entstehung der Schweizerischen Strafprozessordnung

### Der Vorentwurf
In den Jahren 1993 und 1994 wurden mehrere parlamentarische Vorstösse eingereicht, welche zum Ziel hatten, eine Schweizerische Strafprozessordnung zu verfassen. Das gleiche Ziel verfolgten die Standesinitiativen von sieben Kantonen. Zu dieser Zeit fehlte dafür aber eine Gesetzgebungskompetenz auf Bundesebene. Am 12. März 2000 nahmen Volk und Stände die Justizreform an, welche dem Bund in Art. 123 Abs. 1 der Bundesverfassung (BV) genau diese Kompetenz verlieh. Eine Expertenkommission zur Erarbeitung eines Konzeptberichts war dazu bereits im Jahr 1994 eingesetzt worden. Diese Expertenkommission veröffentlichte den Bericht «Aus 29 mach 1», welcher schilderte, wie eine gesamtschweizerische StPO aussehen könnte. Anschliessend (1999) wurde der emeritierte Zürcher Ordinarius Niklaus Schmid mit der Ausarbeitung eines Vorentwurfs für eine Schweizerische Strafprozessordnung (VE StPO) beauftragt, welcher im Jahr 2001 samt Begleitbericht erschien. Der VE StPO umfasste 514 Artikel.

### Das Gesetzgebungsverfahren
Am 21. Dezember 2005 wurde der Entwurf zu einer Schweizerischen Strafprozessordnung veröffentlicht. Dieser war 50 Artikel kürzer als der Vorentwurf, dazu wurden das bestehende Opferhilfegesetz (OHG) und das Bundesgesetz über die verdeckte Ermittlung (BVE) in den Entwurf integriert. Die Verteidigungsrechte wurden weiter ausgebaut, insbesondere die vollständige Verteidigung der ersten Stunde eingeführt.
Der Ständerat behandelte die Vorlage als Erstrat in der Wintersession 2006, der Nationalrat folgte als Zweitrat in der Sommersession 2007. Die in der Referendumsvorlage nun 457 Artikel umfassende  Strafprozessordnung wurde am 5. Oktober 2007 beschlossen (BBl. 2007, 6977), bis zu ihrem Inkrafttreten aber noch mehrmals leicht abgeändert. Die Referendumsfrist lief am 24. Januar 2008 ab, ohne dass das Referendum ergriffen worden war. Die Schweizerische Strafprozessordnung ist am 1. Januar 2011 in Kraft getreten.

## Die wichtigsten Neuerungen gegenüber der alten Rechtslage
Als bedeutsame Neuerung folgt die gesamtschweizerische StPO einem Staatsanwaltschaftsmodell ohne Untersuchungsrichter, welches zum Zeitpunkt ihrer Entstehung bloss in den Kantonen Tessin und Basel-Stadt angewandt wurde (Staatsanwaltschaftsmodell II). Bei diesem leitet, ähnlich wie in Deutschland oder Italien, die Staatsanwaltschaft die gesamte Untersuchung, wobei die Polizei unter deren Oberaufsicht ermittelt. Der Richter wird hier lediglich im Rahmen der Anordnung von Zwangsmassnahmen kontrollierend tätig. Alle anderen Kantone kannten damals noch ein Modell mit einem Untersuchungsrichter (Verhörrichter). Teilweise leitete dieser die Untersuchungshandlungen unabhängig und die Staatsanwaltschaft trat lediglich als Partei auf (Untersuchungsrichtermodell I) oder aber der Untersuchungsrichter war gegenüber der Staatsanwaltschaft weisungsgebunden (Untersuchungsrichtermodell II). Andere Kantone und der Bundesstrafprozess hatten hingegen ein Modell, bei dem die Polizei unter Führung der Staatsanwaltschaft die Ermittlungen durchführt und die Staatsanwaltschaft nach Abschluss der Ermittlungen dem (unabhängigen) Untersuchungsrichter einen Auftrag zur Durchführung der Untersuchung erteilt. Dieser gab dann nach Abschluss der Untersuchung die Akten wieder zur Staatsanwaltschaft, die dann über die Erhebung der Anklage entschied (Staatsanwaltschaftsmodell I).
Eine weitere wichtige Neuerung stellt die Einführung der Verteidigung der ersten Stunde dar, die im Vorentwurf erst teilweise, in der Endfassung aber vollständig vorgesehen ist. Dazu gilt nur noch eine beschränkte Unmittelbarkeit der Hauptverhandlung. In einigen Kantonen bedeutet dies einen Ausbau, in anderen eine Einschränkung der Unmittelbarkeit gegenüber der bisherigen Regelung.
Von der Revision nur punktuell betroffen wird das Verfahren der Militärjustiz. Dies rechtfertigt sich insbesondere wegen der Bezüge zum Disziplinarstrafrecht.

## Materialien
- Begleitbericht  zum Vorentwurf  für eine Schweizerische Strafprozessordnung, Eidgenössisches Justiz- und Polizeidepartement, Bundesamt für Justiz, Bern Juni 2001
- Botschaft zur Vereinheitlichung des Strafprozessrechts vom 21. Dezember 2005 (BBl 2006 1085)  (PDF; 1,4 MB)
- Beratungen im Parlament
- Referendumsvorlage (BBl 2007 6977)  (PDF; 856 kB)